# Radčice (Skuteč)

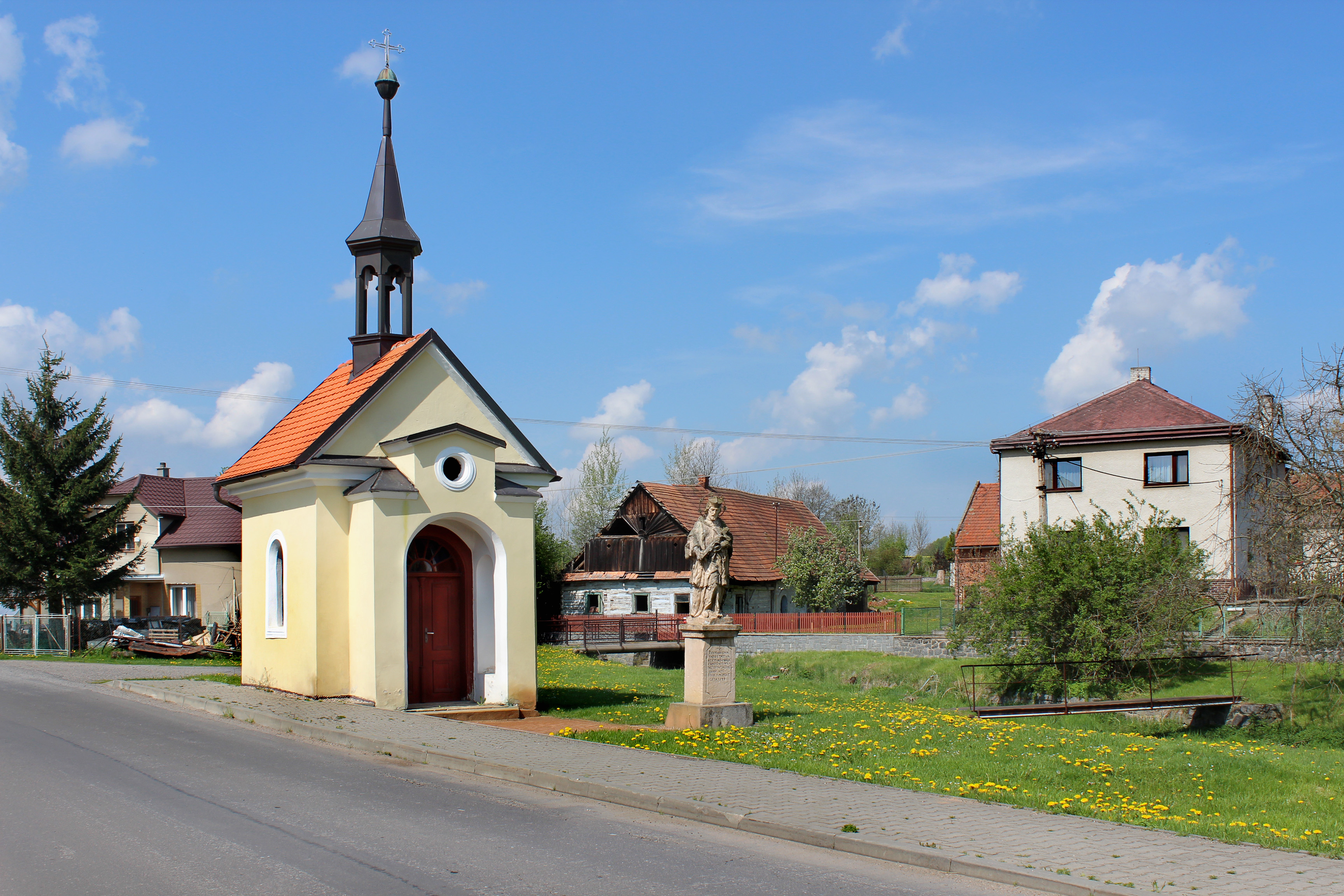
Kapelle des hl. Wenzel

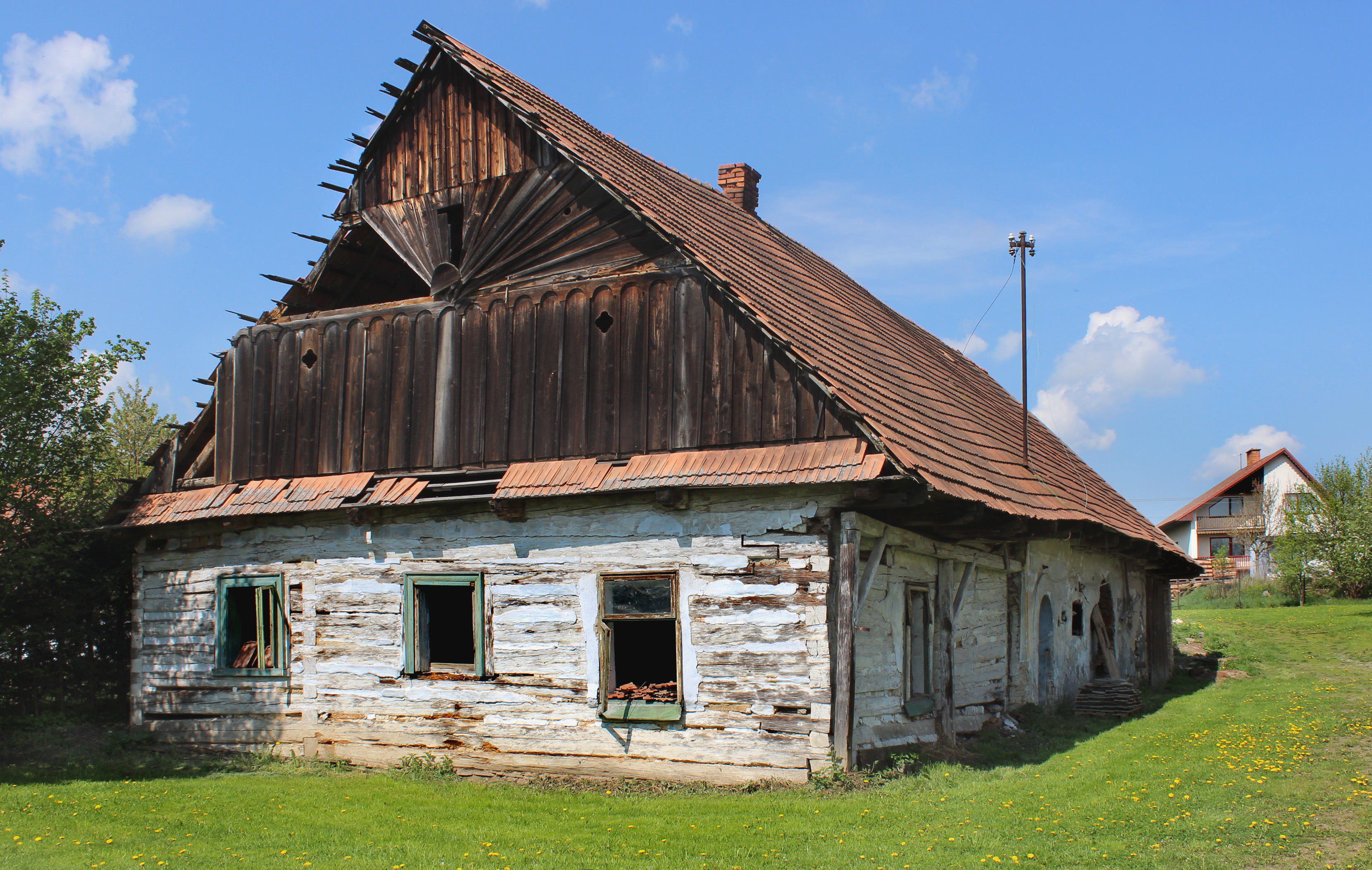
Verfallene Chaluppe

Radčice (deutsch Ratschitz) ist ein Ortsteil der Stadt Skuteč in Tschechien. Er liegt drei Kilometer südlich von Skuteč und gehört zum Okres Chrudim.

## Geographie
Radčice befindet sich am Zusammenfluss der Bäche Kotelský potok und Raná in der Skutečská pahorkatina (Skutscher Hügelland). Durch den nördlichen Teil des Dorfes verläuft die Bahnstrecke Svitavy–Žďárec u Skutče, am westlichen Ortsrand die Bahnstrecke Havlíčkův Brod–Pardubice; einen Haltepunkt gibt es in Radčice jedoch nicht.
Nachbarorte sind Žďárec-u nádraží und Žďárec u Skutče im Norden, Lažany  und Dolívka im Nordosten, Lešany im Osten, Miřetín, Hesiny, Spálená Sázka, Krouna und Oldřiš im Südosten, Pokřikov im Süden, Oldřetice und Oflenda im Südwesten, Mrákotín im Westen sowie Horní Prosetín und Malinné im Nordwesten.

## Geschichte
Die erste urkundliche Erwähnung des Dorfes erfolgte 1392 in der Landtafel, als Smil Flaška von Pardubitz die Richenburg mit den zugehörigen 62 Dörfern an Otto von Bergow und Boček II. von Podiebrad übergab.  
Im Jahre 1835 bestand das im Chrudimer Kreis gelegene Rustikaldorf Ratschitz bzw. Račice aus 54 Häusern, in denen 333 Personen lebten. Im Ort gab es eine Mühle. Pfarrort war Skutsch. Bis zur Mitte des 19. Jahrhunderts blieb Ratschitz der Herrschaft Richenburg untertänig.
Nach der Aufhebung der Patrimonialherrschaften bildete Račice ab 1849 mit dem Ortsteil Oldřetice eine Gemeinde im Gerichtsbezirk Skutsch. Ab 1868 gehörte die Gemeinde zum politischen Bezirk Hohenmauth. 1869 hatte Račice 366 Einwohner. Zwischen 1868 und 1871 errichtete die Österreichische Nordwestbahn die Bahnstrecke Deutschbrod–Pardubitz, auf der Anhöhe nördlich von Račice wurde auf freiem Feld die Station Skutsch angelegt. Oldřetice löste sich in den 1880er Jahren von Račice los und bildete eine eigene Gemeinde. Im Jahre 1900 lebten in Račice 379 Personen, 1910 waren es 356. 1924 wurde der amtliche Gemeindename in Radčice abgeändert. 1930 hatte Radčice 444 Einwohner. Zu Beginn der 1930er Jahre wurde die Bahnstrecke Zwittau–Skutsch im Bereich der Ausfahrt aus dem Bahnhof Skutsch neu trassiert; die Bahnschleife erhielt einen größeren Radius und wurde über das Gebiet der Gemeinde Radčice verlegt. 1949 wurde die Gemeinde dem neu gebildeten Okres Hlinsko zugeordnet, seit 1961 gehört sie zum Okres Chrudim. Am 1. Juli 1985 erfolgte die Eingemeindung nach Skuteč. Beim Zensus von 2001 lebten in den 78 Häusern von Radčice 236 Personen. 

## Gemeindegliederung
Der Ortsteil bildet den Katastralbezirk Radčice u Skutče.

## Sehenswürdigkeiten
- Kapelle des hl. Wenzel auf dem Dorfplatz
- Barocke Statue des hl. Wenzel, neben der Kapelle